# Вилюйская ГЭС
Вилюйская ГЭС (Вилюйская ГЭС-1 и ГЭС-2, Каскад Вилюйских ГЭС им. Е. Н. Батенчука) — гидроэлектростанция на реке Вилюй в Якутии, у посёлка Чернышевский Мирнинского района. Входит в Вилюйский каскад ГЭС, являясь его верхней ступенью. Основной источник энергоснабжения Западной Якутии. Собственник станции — ПАО «Якутскэнерго» (входит в группу РусГидро).

## Конструкция станции
Вилюйская ГЭС представляет собой плотинную гидроэлектростанцию с приплотинными зданиями ГЭС. Установленная мощность электростанции — 680 МВт, проектная среднегодовая выработка электроэнергии - 2710 млн кВт·ч, фактическая среднемноголетняя выработка 2580 млн кВт·ч. Особенностью конструкции станции является наличие двух отдельно расположенных зданий ГЭС, использующих для создания напора одну плотину. Состав сооружений гидроузла:
- каменно-набросная плотина длиной 600 м и максимальной высотой 75 м. В качестве противофильтрационного элемента плотина имеет экран из суглинка;
- поверхностный береговой водосброс, включающий в себя однопролётный водоприёмник (оборудованный сегментным затвором пролётом 40 м) и водосбросной канал длиной 500 м в виде быстротока с виражом на повороте и трамплином на выходе в реку. Пропускная способность водосброса 3900 м³/с при НПУ и 4250 м³/с при ФПУ;
- станционный узел ГЭС-1 на правом берегу, в составе подводящего канала длиной 515 м, водоприёмника глубинного типа, четырех напорных водовода длиной по 100 м, полуподземного здания ГЭС-1 и отводящего канала;
- станционный узел ГЭС-2 на левом берегу, в составе подводящего канала длиной 250 м, водоприёмника, четырех напорных водовода длиной по 118 м, здания ГЭС-2 и отводящего канала.

В здании ГЭС-1 установлены 4 гидроагрегата мощностью по 85 МВт с поворотно-лопастными турбинами ПЛ 70/3164-ВМ410, которые приводят в действие гидрогенераторы СВВ 780/190-32. В здании ГЭС-2 установлены 4 гидроагрегата мощностью по 85 МВт с радиально-осевыми турбинами РО 75/3123-В450, которые приводят в действие генераторы СВВ 872/150-44ХЛ4. Все гидротурбины работают при расчётном напоре 55 м производитель гидротурбин — харьковское предприятие «Турбоатом», генераторов — новосибирский завод «Элсиб». Вырабатываемая генераторами на напряжении 13,8 кВ электроэнергия преобразуется восемью трансформаторами ТДЦ 125000/220 и через закрытое распределительное устройство (ЗРУ) напряжением 220 кВ выдается в энергосистему по следующим линиям электропередачи:
- ВЛ 220 кВ Вилюйская ГЭС — ПС Районная с отпайкой на ПС Чернышевский, 2 цепи (Л-201, Л-202);
- ВЛ 220 кВ — ПС Айхал, 3 цепи (Л-203, Л-204, Л-208).

Напорные сооружения ГЭС образуют крупное Вилюйское водохранилище. Площадь водохранилища при нормальном подпорном уровне (НПУ) 2360 км², длина 410 км, максимальная ширина 18 км. Полная и полезная ёмкость водохранилища составляет 40,4 и 22,4 км³ соответственно, что позволяет осуществлять многолетнее регулирование стока (водохранилище наполняется в многоводные годы и срабатывается в маловодные). Отметка нормального подпорного уровня водохранилища составляет 246 м над уровнем моря (в системе высот гидроузла, отличающейся от Балтийской системы высот на 0,71 м в верхнюю сторону), форсированного подпорного уровня — 246,8 м, уровня мёртвого объёма — 234 м.
- Сооружения и оборудование Вилюйской ГЭС
- Здание Вилюйской ГЭС-I
- Водосбросной канал
- Машзал Вилюйской ГЭС-I
- Здание Вилюйской ГЭС-II

## Экономическое значение
Вилюйская ГЭС дала возможность начать широкомасштабную разработку алмазных месторождений Якутии. Крупнейшим потребителем электроэнергии станции является АО «АЛРОСА», также ГЭС является источником электроэнергии для нескольких районов (улусов) Якутии и насосных станций нефтепровода ВСТО. После завершения строительства линии электропередачи ВЛ 220 кВ «Пеледуй — Чертово корыто — Сухой Лог — Мамакан» электроэнергия станции будет использоваться крупными проектами в области золотодобычи (в частности, разработкой крупнейшего в России по запасам месторождения «Сухой Лог»). Также Вилюйская ГЭС улучшает условия судоходства на реке Вилюй, проводя специальные летние попуски воды.

## История строительства
Проектирование и строительство Вилюйской ГЭС непосредственно связано с открытием в Якутии алмазных месторождений. В 1954 году в регионе была открыта первая кимберлитовая трубка «Зарница», в 1955 году — уникальная по запасам и качеству алмазов трубка «Мир». Крупномасштабная разработка алмазных месторождений требовала большого количества электроэнергии, которую в условиях удаленной от дорог и источников топлива местности могла обеспечить только гидроэнергетика. В марте 1957 года институту «Гидропроект» было поручено разработать ТЭО гидроэлектростанции на Вилюе. Изыскательские работы были развернуты в июле 1957 года и изначально были сконцентрированы на створе, расположенном выше устья р. Малая Ботуобия, но в ходе работ было установлено сложное геологическое строение створа и фокус внимания бы перенесен на Эрбейэкский створ. Не дожидаясь завершения изыскательских работ, в августе 1958 года было принято решение о начале строительства Вилюйской ГЭС. Проектирование гидроузла было выполнено институтом «Ленгидропроект», проектное задание первой очереди утвердили в 1960 году, второй очереди — в 1969 году. Проект станции характеризуется очень низкими масштабами затопления освоенных земель — при создании водохранилища было затоплено 2,3 тыс. га сельхозугодий и перенесено 50 строений.
Подготовительные работы в створе Вилюйской ГЭС были начаты в 1959 году, земляные работы — в 1961 году, первый бетон был уложен в 1962 году. Строительство станции велось в чрезвычайно сложных условиях: совершенно необжитая местность с полным отсутствием жилья, дорог, производственной базы, суровый климат с морозами до −65°С, вечная мерзлота. Многие конструктивные решения отрабатывались впервые. Для доставки грузов на строительство была организована сложная транспортная схема — сначала речным транспортом по Лене, затем автодорогой до Мирного и далее по автозимнику протяженностью 100 км (автодорога вместо зимника была построена лишь в 1965 году). В августе 1962 года началась отсыпка плотины, 31 октября 1964 года русло Вилюя было перекрыто с переводом стока реки в строительную траншею, в конце 1966 года траншея была перекрыта, и с весны 1967 года началось наполнение водохранилища. 3 октября 1967 года введён в эксплуатацию первый агрегат ГЭС-1, в ноябре 1967 года второй агрегат, через год — третий, а в декабре 1968 года — четвёртый, последний агрегат первой очереди Вилюйской ГЭС. Мощность ГЭС составила 308 МВт (4 гидроагрегата по 77 МВт). Отсыпка плотины была завершена в 1969 году, станция в объёме первой очереди была принята государственной комиссией в эксплуатацию в сентябре 1970 года. Далее было начато строительство второй очереди станции (здание ГЭС-2 с четырьмя гидроагрегатами мощностью по 85 МВт), первый агрегат которой был пущен 21 декабря 1975 года, остальные три — в 1976 году. Строительство Вилюйской ГЭС мощностью 648 МВт было завершено в 1978 году.
В ходе строительства Вилюйской ГЭС была произведена 1104 тыс. м³ мягкого грунта и 4807 тыс. м³ скального грунта, насыпь 2019 тыс. м³ мягкого грунта, уложено 6144 тыс. м³ каменной наброски, дренажей и фильтров, 594,5 тыс. м³ бетона и железобетона, смонтировано 22,7 тыс. т металлоконструкций и механизмов. Сметная стоимость строительства станции составила 382,87 млн рублей в ценах 1969 года.

## Эксплуатация
В 1977 году, учитывая растущую потребность в электроэнергии и необходимость обеспечения электроэнергией потребителей в маловодные годы, решением Минэнерго СССР отметка нормального подпорного уровня водохранилища была поднята на 2 м, с 244 м до 246 м. Это потребовало проведения работ по реконструкции водосброса, в частности наращивания гребня затвора. С 1985 по 1988 год были заменены рабочие колеса турбин всех четырех гидроагрегатов ГЭС-1, а также заменены обмотки статоров гидрогенераторов. Это позволило увеличить мощность каждого из гидроагрегатов с 77 до 85 МВт, в результате мощность Вилюйской ГЭС возросла до 680 МВт. В 1993 году была снижена отметка форсированного подпорного уровня водохранилища с 249 м до 246,8 м. С 2005 года станция носит имя Героя Социалистического Труда, основателя Управления строительства «Вилюйгэсстрой» Евгения Никаноровича Батенчука. Вилюйская ГЭС входит в состав ПАО «Якутскэнерго» в качестве филиала «Каскад Вилюйских ГЭС им. Е. Н. Батенчука».